# 파이낸셜 디스트릭트 (맨해튼)

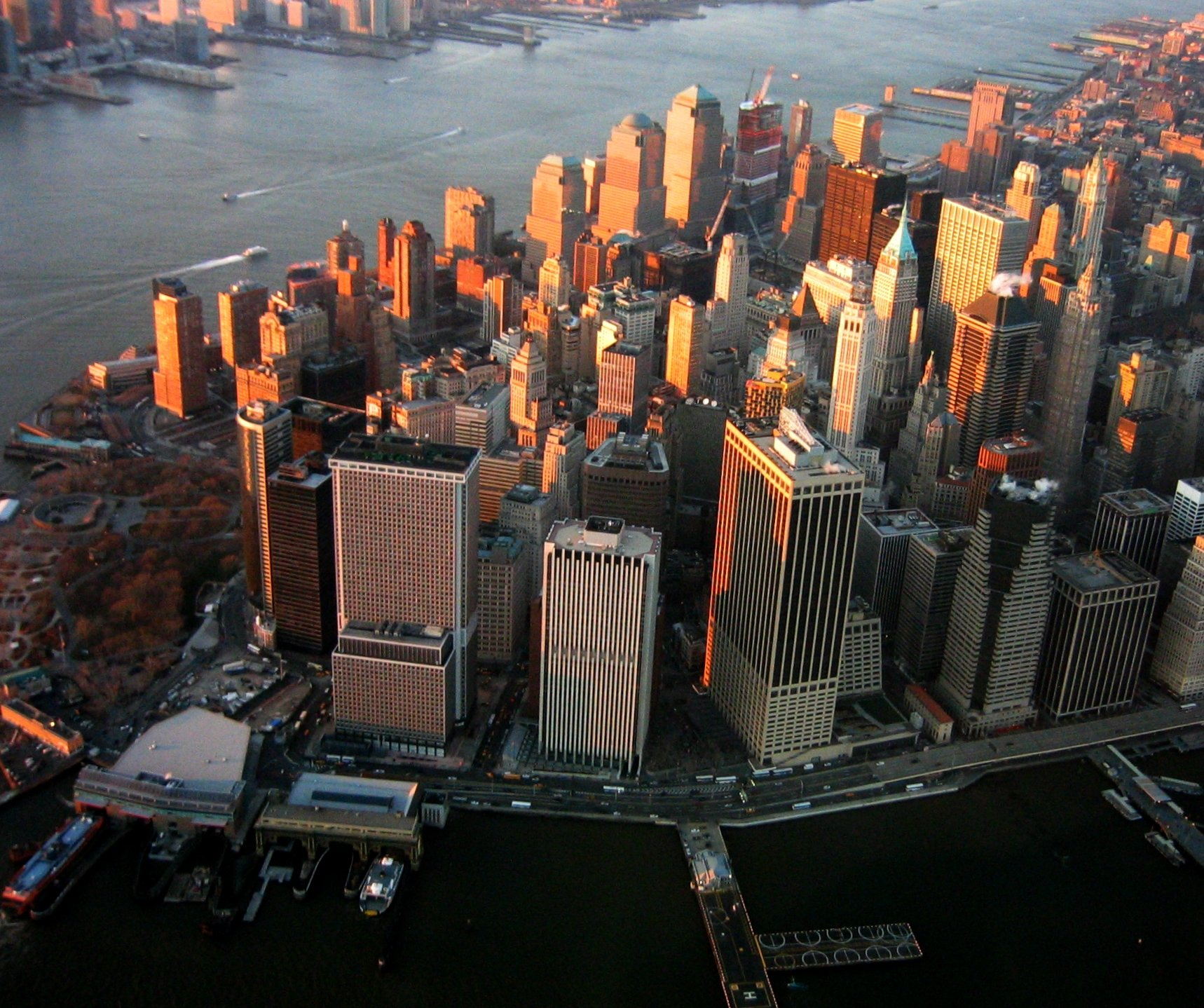
파이낸셜 디스트릭트

파이낸셜 디스트릭트(Financial District)는 뉴욕 로어맨해튼의 지역을 말한다. 세계 최대의 금융가이며, 월 스트리트를 포함한 뉴욕 증권거래소, 뉴욕 연방 준비 은행, 세계 금융 센터 등이 위치하고 있으며, 페더럴 홀 내셔널 메모리얼, 사우스 스트리트 시포트, 뉴욕 경찰박물관 등의 관광지 또한 위치하고 있다.

## 같이 보기
- 시티오브런던 - 영국 최대 금융가
- 푸둥 신구 - 중국 최대 금융가